# Buichi Terasawa
Buichi Terasawa (寺沢 武一 Terasawa Buichi; Asahikawa, 30 marzo 1955 – Tokyo, 8 settembre 2023) è stato un fumettista giapponese autore del manga Cobra.

## Biografia
Trasferitosi nel 1976 dall' Hokkaidō a Tokyo ha studiato sotto Osamu Tezuka, per poi iniziare a pubblicare su Weekly Shōnen Jump nel 1977.
Nel 1978 debutta sulla rivista il manga Cobra.
Le sue opere sono tradotte e pubblicate in 10 paesi tra cui la Francia e l'Italia.

### Morte
Diagnosticatogli un tumore maligno al cervello nel 1998, si è sottoposto a un intervento chirurgico, successivamente è rimasto paralizzato sul lato sinistro del corpo.
Terasawa è deceduto a causa di infarto l'8 settembre 2023, all'età di 68 anni.

## Opere
- Cobra (1978-1984)
- Gokū: Midnight Eye (1989)
- Takeru (1993)